# Jacintho Moraes
Jacintho de Souza Moraes (Porto Alegre, 1917 – Rio de Janeiro, 1982) foi um pintor e ilustrador brasileiro, ativo no Rio Grande do Sul e no Rio de Janeiro a partir de meados do século XX.
Cursou o Instituto de Belas Artes da UFRGS. Transferiu-se para o Rio nos anos 1940, onde desenvolveu carreira e estudou com Santa Rosa e André Lothe. Voltou a expor em Porto Alegre na década de 1970.
Seu trabalho de pintura repousa na estrutura proporcionada pelo desenho. Manteve-se figurativo, preferindo temas de paisagens e naturezas-mortas. Realizou exposições individuais e coletivas no Brasil e no exterior. Sua obra aos poucos vem obtendo maior reconhecimento pelas suas qualidades de equilíbrio, sensível cromatismo e contenção formal.